# Calabromas
Calabromas fue un programa humorístico de televisión argentino, emitido a principios de la década de 1980.
Se inició en 1978 con el nombre de La vida en Calabromas. Estaba protagonizado por Juan Carlos Calabró y un variado elenco: Fernando Bravo, Cacho Bustamante, Juan Díaz, Jaimito Cohen, Marcos Zucker, Lisardo García Tuñón, Marta Roldán, Alfonso Pícaro, Sergio Velasco Ferrero, Catalina Speroni, Noemí Alan, Tito Mendoza Iliana Calabró, Patricia Dal, etc. Al cambiar de década (iniciando 1980) recorta el nombre a Calabromas.
Se hicieron célebres los sketches y personajes de "Aníbal el number one", "Johnny Tolengo" (que daría lugar a una película del mismo nombre), "Borromeo", "el Contra", etc.